# Ministri delle finanze della Slovenia
I ministri delle finanze della Slovenia dal 1990 ad oggi sono i seguenti.

## Lista
| Ministro             | Ministro         | Ministro        | Partito                                     | Governo             | Inizio            | Fine              |
| -------------------- | ---------------- | --------------- | ------------------------------------------- | ------------------- | ----------------- | ----------------- |
|                      |                  | Marko Kranjec   | Indipendente                                | Governo Peterle     | 16 maggio 1990    | 8 maggio 1991     |
|                      |                  | Dušan Šešok     | Democratici Cristiani Sloveni               | Governo Peterle     | 9 maggio 1991     | 14 maggio 1992    |
|                      |                  | Janez Kopač     | Democrazia Liberale di Slovenia             | Governo Drnovšek I  | 14 maggio 1992    | 10 giugno 1992    |
|                      |                  | Mitja Gaspari   | Indipendente                                | Governo Drnovšek I  | 10 giugno 1992    | 25 gennaio 1993   |
| Governo Drnovšek II  | 25 gennaio 1993  | Mitja Gaspari   | Indipendente                                | 27 febbraio 1997    |                   |                   |
| Governo Drnovšek III | 27 febbraio 1997 | Mitja Gaspari   | Indipendente                                | 7 giugno 2000       |                   |                   |
|                      |                  | Zvonko Ivanušič | Partito Popolare Sloveno                    | Governo Bajuk       | 7 giugno 2000     | 30 novembre 2000  |
|                      |                  | Anton Rop       | Democrazia Liberale di Slovenia             | Governo Drnovšek IV | 30 novembre 2000  | 19 dicembre 2002  |
|                      |                  | Dušan Mramor    | Indipendente                                | Governo Rop         | 19 dicembre 2002  | 3 dicembre 2004   |
|                      |                  | Andrej Bajuk    | Nuova Slovenia - Partito Popolare Cristiano | Governo Janša I     | 3 dicembre 2004   | 8 novembre 2008   |
|                      |                  | Franc Križanič  | Socialdemocratici                           | Governo Pahor       | 21 novembre 2008  | 20 settembre 2011 |
|                      |                  | Janez Šušteršič | Lista Civica Virant                         | Governo Janša II    | 10 febbraio 2012  | 24 gennaio 2013   |
|                      |                  | Janez Janša     | Partito Democratico Sloveno                 | Governo Janša II    | 1º febbraio 2013  | 27 febbraio 2013  |
|                      |                  | Uroš Čufer      | Socialdemocratici                           | Governo Bratušek    | 20 marzo 2013     | 18 settembre 2014 |
|                      |                  | Dušan Mramor    | Indipendente                                | Governo Cerar       | 18 settembre 2014 | in carica         |